# Слідово
Слі́дово (рос. Следово) — присілок у складі Богородського міського округу Московської області, Росія.

## Населення
Населення — 112 осіб (2010; 157 у 2002).
Національний склад (станом на 2002 рік):
- росіяни — 92 %